# Hondurastrogon
Hondurastrogon (Trogon elegans) är en fågel i familjen trogoner inom ordningen trogonfåglar.

## Utbredning och systematik
Hondurastrogon förekommer från sydöstra Guatemala till nordvästra Costa Rica. Den delas in i två underarter:
- Trogon elegans elegans – förekommer i sydöstra Guatemala
- Trogon elegans lubricus – förekommer i Honduras, Nicaragua och nordvästra Costa Rica

Tidigare inkluderades Trogon ambiguus i arten, då under namnet kopparstjärtad trogon. När arterna delades upp fördes det svenska trivialnamnet över till ambiguus.

## Status
Internationella naturvårdsunionen IUCN kategoriserar arten som livskraftig.